# Christuskirche (Freital)

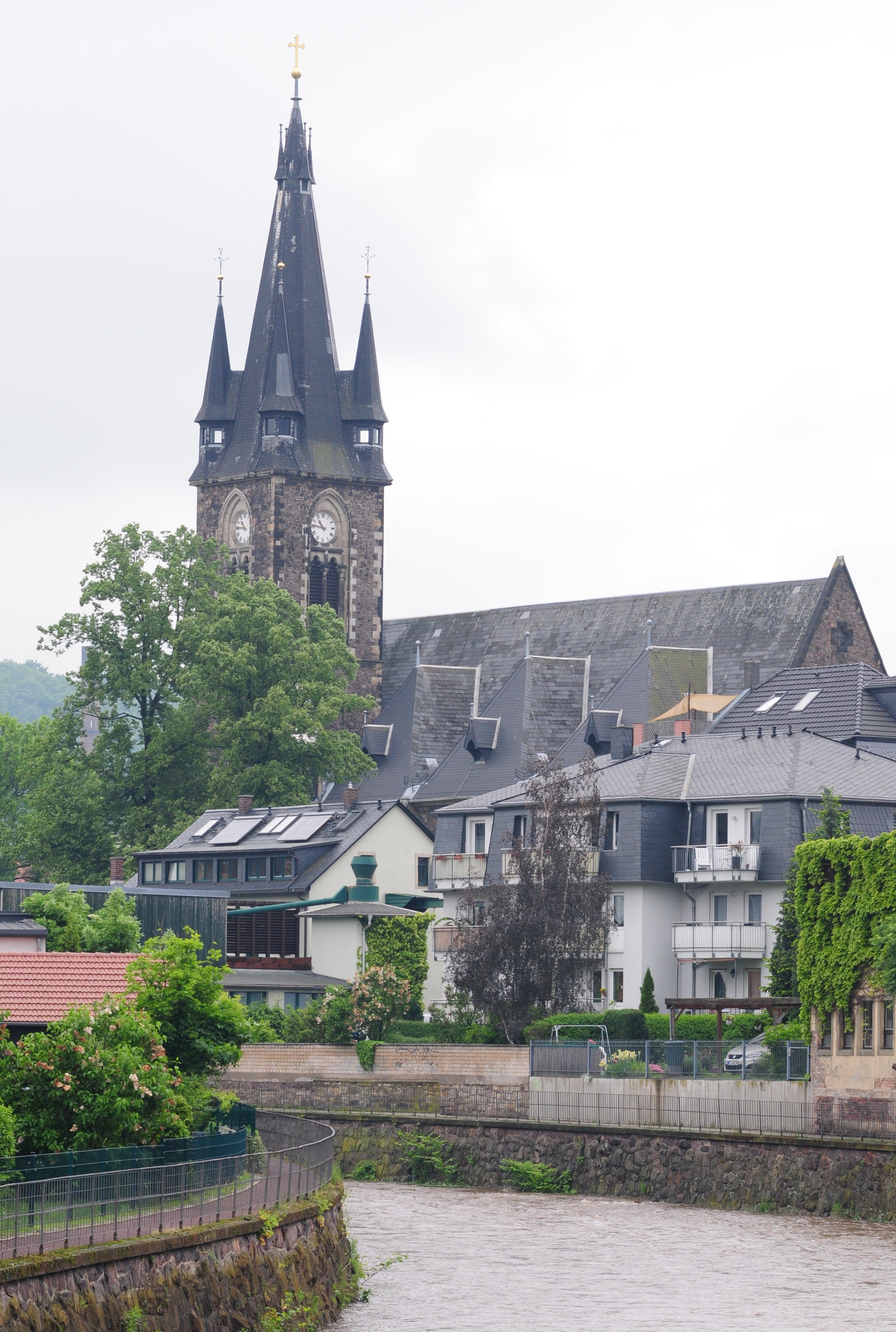
Christuskirche Deuben

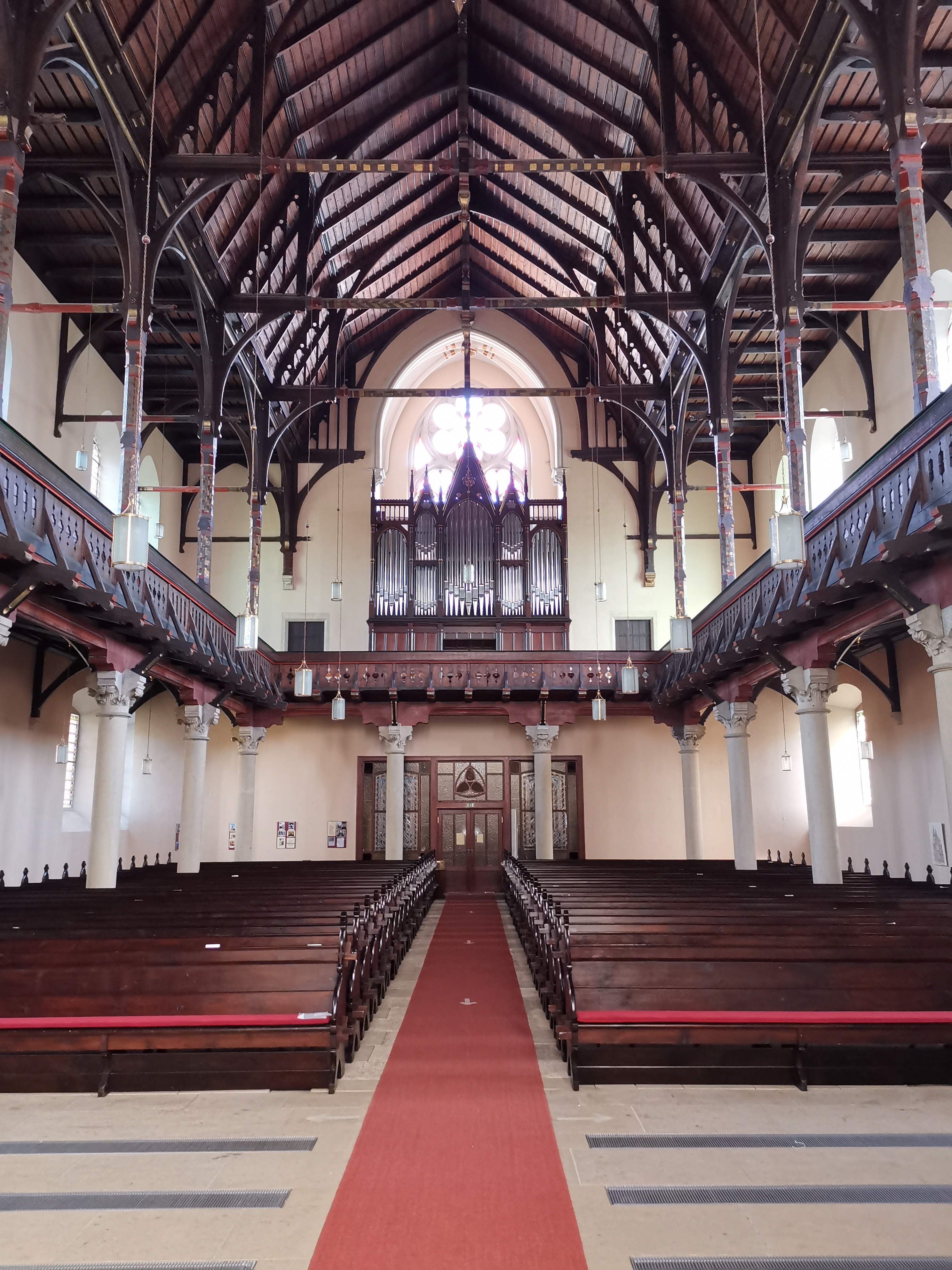
Innenraum mit Orgel

Die Christuskirche ist eine evangelisch-lutherische Kirche im Freitaler Stadtteil Deuben. Sie befindet sich im Stadtteilzentrum Deuben nahe der Weißeritz.

## Geschichte
Im Zuge der Industrialisierung im 19. Jahrhundert wuchs die Bevölkerung im Ort Deuben, der zur Kirchgemeinde Döhlen gehörte, stark an. Dadurch wurde der Bau einer neuen Kirche und die Gründung einer eigenständigen Kirchgemeinde notwendig. Nach einem Jahr Bauzeit wurde die Christuskirche am 1. Advent des Jahres 1869 geweiht.
Der Entwurf zum Bau stammte von dem Architekten August Pieper aus dem Jahr 1867. Sie gilt als erster eigenständiger neugotischer Kirchenbau im Raum Dresden.
Im Jahr 1874 kam es zur Gründung der Kirchgemeinde Deuben und der kirchlichen Loslösung von Döhlen.
1957 wurden die drei Eisenhartgussglocken in den Turm aufgezogen. Sie erklingen in den es′, ges′, as′.
Im Jahr 1986 musste die Kirche wegen Baumängeln gesperrt werden. Grund dafür war neben Schwammbefall in der Dachkonstruktion vor allem die Baufälligkeit des Turms. Er wurde 1988 saniert.
Zum 1. Januar 1999 gründeten die Kirchgemeinden der Christuskirche Deuben, der Emmauskirche Potschappel, der Lutherkirche Döhlen, der Hoffnungskirche Hainsberg und der Georgenkirche Somsdorf das Ev.-Luth. Kirchspiel Freital. 
Das Hochwasser im August 2002 richtete große Schäden im Kirchengebäude an. In den darauffolgenden Jahren wurde die Christuskirche umfangreich saniert. 
Zum 1. Januar 2014 vereinigte sich das Kirchspiel zur Ev.-Luth. Kirchgemeinde Freital. Seit dem 2. Januar 2021 gehört die Kirchgemeinde zum Ev.-Luth. Kirchgemeindebund Wilsdruff-Freital.

## Beschreibung
Die Christuskirche gehörte in ihrer Entstehungszeit zu den bedeutendsten sächsischen Kirchenbauten. Sie steht heute unter Denkmalschutz.
Am Nordgiebel der Kirche befindet sich das durch ein Gruppenfenster mit gotischen Maßwerkformen gegliederte Hauptportal der Kirche. Der Saalbau ist hallenartig ausgeführt und wird am südlichen Ende durch einen polygonalen Chor mit Kreuzrippengewölbe begrenzt. Der Taufstein, der Altar und die Kanzel bestehen aus Sandstein. Sie sind mit Blattwerk und Säulenschaften aus Serpentin verziert. Die Dachkonstruktion über dem Kirchenschiff ist von der englischen Holzgotik beeinflusst. Getragen wird sie von zehn Säulen sowie hölzernen Querverbindungen.
Die Orgel der Kirche befindet sich auf der Nordseite der hölzernen Empore. Diese steht auf zwölf Säulen aus Sandstein, die jeweils mit Kapitellen verziert sind. Der Kirchturm ist 61 Meter hoch und befindet sich an der östlichen Seite des Chores. Die unteren Stockwerke des Turmes werden durch Öffnungen mit in den Kirchenraum einbezogen.

## Orgel
Die Orgel wurde 1871 von Carl Eduard Jehmlich nach zweijähriger Bauzeit fertiggestellt. Sie enthielt ursprünglich 29 Register auf 2 Manualen und Pedal mit mechanischer Spiel- und Registertraktur. 1937 wurde die Disposition durch Bruno und Emil Jehmlich verändert. Außerdem erhielt sie einen fahrbaren Spieltisch und eine pneumatische Traktur. Durch die Feuchte durch das Hochwasser 2002 wurde die Orgel stark beschädigt. Von 2012 bis 2017 wurde die Orgel in Anlehnung an das Werk von 1871 durch den Mitteldeutschen Orgelbau A. Voigt Bad Liebenwerda restauriert bzw. neugebaut. Die Kosten der Orgelsanierung beliefen sich auf etwa 310.000 €. Seit 2017 besitzt die Orgel 30 Register mit mechanischer Spiel- und elektropneumatischer Registertraktur. Die Disposition lautet:
| I Manual C–e3      |     |
| Principal          | 16′ |
| Groß Oktave        | 8′  |
| Gemshorn           | 8′  |
| Rohrflöte          | 8′  |
| Viola di Gamba     | 8′  |
| Octave             | 4′  |
| Spitzflöte         | 4′  |
| Quinte             | 3′  |
| Octave             | 2′  |
| Baß Cornett III    |     |
| Discant Cornett IV |     |
| Mixtur IV          |     |
| Trompete           | 8′  |

| II Manual(schwellbar) C–e3 |     |
| Quintatön                  | 16′ |
| Principal                  | 8′  |
| Gedackt                    | 8′  |
| Fugara                     | 8′  |
| Quintatön                  | 8′  |
| Octave                     | 4′  |
| Rohrflöte                  | 4′  |
| Nasat                      | 3′  |
| Octave                     | 2′  |
| Mixtur III                 |     |

| Pedal C–d1   |     |
| Principalbaß | 16′ |
| Subbaß       | 16′ |
| Quintbaß     | 12′ |
| Octavenbaß   | 8′  |
| Gedacktbaß   | 8′  |
| Octavbaß     | 4′  |
| Posaunenbaß  | 16′ |

- Koppeln: II/I, I/P, II/P
- Spielhilfen: Setzeranlage, Crescendowalze